# Magomied Ibragimow (ur. 1985)
Magomied Idrisowicz Ibragimow (ros. Магомед Идрисович Ибрагимов; ur. 2 czerwca 1985) – pochodzący z Dagestanu rosyjski, a od 2016 roku uzbecki zapaśnik startujący w stylu wolnym. Brązowy medalista olimpijski z Rio de Janeiro 2016 w kategorii 97 kg i jedenasty w Tokio 2020 w wadze 97 kg.
Zajął piąte miejsce na mistrzostwach świata w 2018. Brązowy medalista igrzysk azjatyckich w 2018 i dziesiąty w 2022. Trzeci na igrzyskach solidarności islamskiej w 2021. Drugi w Pucharze Świata w 2012. Mistrz Azji w 2017 i 2018. Brąz na mistrzostwach Rosji w 2015 roku.